# Tuya smart

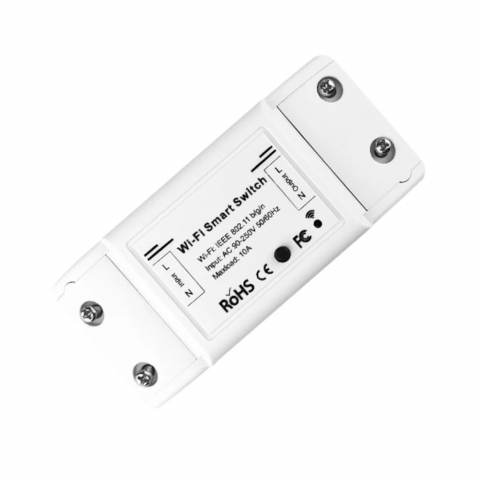
Przełącznik SMART TUYA Wi-Fi

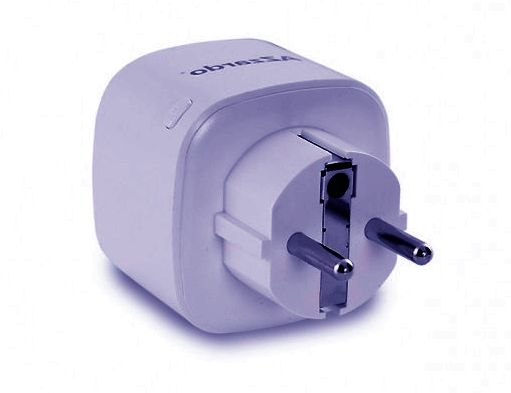
Wtyczka Tuya Smart

Tuya Smart – międzynarodowa platforma skupiająca się na rozwoju rozwiązań AI i IoT. Platforma Tuya Smart zapewnia kompleksowe rozwiązania związane z wdrażaniem automatyki domowej, począwszy od zapewnienia aplikacji i chmury, w której działa system, po wykonywanie modułów komunikacyjnych i pomoc we wdrożeniu ich do masowej produkcji.

## Historia
Tuya Smart została założona w 2014 roku w Hangzhou przez Xueji’ego Wanga i Liaohana Chena. Już w 2015 r. firma otrzymała dofinansowanie opiewające na 15 milionów dolarów pozwalające firmie stworzyć swój pierwszy moduł Wi-Fi, oraz uruchomić platformę IoT. W kolejnych latach firma podjęła kolejne kroki rozpoczynając strategiczną współpracę z Google Home w 2017 roku, czy też dołączając w 2018 roku do stowarzyszenia Bluetooth SIG (2018). W tym samym roku Tuya Smart otrzymała również dofinansowanie dla Start-Upów opiewające na zawrotną kwotę 200 milionów dolarów, co uplasowało się jako jedno z największych dofinansowań powiązanych z usługami IoT w roku 2018. Wtedy też Tuya Smart otworzyła swoją platformę dla deweloperów. Kolejne lata to dalszy rozwój firmy. W 2019 roku firma założyła kilka oddziałów swojej firmy na całym świecie – Indiach, Japonii, Niemczech i Kolumbii. Do zespołu Tuya dołączył również Jeff Immelt – wieloletni prezes firmy General Electric (GE), a firma nawiązała kolejne partnerstwo, tym razem z firmą Microsoft. W 2020 roku firma weszła w skład Connectivity Standards Alliance zrzeszającego firmy takie jak Amazon, Google, Huawei, Signify czy też IKEA.

## Zasada działania
Produkty Tuya Smart komunikują się ze sobą za pomocą bezprzewodowych protokołów transmisji danych. Wśród stosowanych urządzeń znajdują się protokoły takie jak:
1. Wi-Fi
2. ZigBee
3. Bluetooth Mesh
4. NB-IoT
5. GPRS
6. LTE

Wszystkie żądania przetwarzane są w chmurze obliczeniowej Tuya Cloud, co sprawia, że większość urządzeń systemu nie potrzebuje dodatkowej centrali zarządzającej domem. Firma posiada serwery na całym świecie, co pozwala przetwarzać olbrzymią ilość informacji bez większych opóźnień. W 2018 roku, usługa przetwarzała dziennie 20 miliardów żądań ze strony urządzeń i 6 milionów interakcji AI.

## Rodzaje urządzeń
Produkty Tuya Smart tworzą bardzo bogaty ekosystem, tzw. Smart Life. Przy odpowiednim doborze produktów pozwala to na pełną automatyzację domu z poziomu jednej aplikacji. Wśród dostępnych rodzajów urządzeń znaleźć można szereg urządzeń sterowanych z darmowej przeznaczonej do tego aplikacji Tuya, do których należą:
- Oprzyrządowanie elektryczne jak gniazdka i włączniki;
- Oświetlenie jak żarówki i lampy LED;
- Urządzenia RTV i AGD;
- Czujniki i alarmy;
- Zamki do drzwi;
- Kamery;
- Wideodomofony;
- Dozowniki karmy dla zwierząt[9];

Dzięki tworzeniu spersonalizowanych modułów wiele marek tworzy własne produkty oparte na systemie Tuya, dzięki czemu jest on jednym z największych ekosystemów Smart na świecie. Dane z 2019 roku wskazują, że na bazie komponentów z ekosystemu Tuya funkcjonowało ponad 90 tysięcy produktów dających ok. 500 typów różnych produktów.

## Wpływ na rozwój usług AI+IoT
Firma Tuya od początku swojej działalności w założeniach ma rozwój technologii Smart. Dlatego też, przez cały okres działania czynnie wspiera rozpowszechnianie technologii chociażby poprzez organizację i współuczestnictwo w poświęconych jej konferencjach (AI+IoT Business Conference). W 2020 roku Tuya współprowadziła konferencję na temat rozwiązań Smart na rynku Azji południowo-wschodniej, skupiając ponad 200 firm operujących w tematyce IoT.
W 2020 firma otworzyła również otwartą platformę dla deweloperów chmury, która w praktyce ma pozwolić na dalszy rozwój technologii AI i Iot poprzez dostęp do ekosystemu Tuya Smart. Firma przewiduje, że z platformy skorzystać może ponad 20 tysięcy deweloperów, co podniesie ilość komend głosowych AI o ponad 40 milionów dziennie.